# 叶民胜
叶民胜，男，湖北省黄冈市人，中國空軍少將。
曾任南部战区空军参谋长助理，现任江苏省军区司令员、中部战区空军保障部部长等职。